# Cursul de revenire net actualizat
Cursul de reveniere net actualizat exprimă cheltuielile interne făcute pentru producerea unei unități de valoare. Acesta indică eficiența obiectivului pe piața internațională și permite promovarea variantei optime, prin extinderea exportului și limitarea importului.
{\displaystyle CRNA={\frac {\sum \limits _{h=1}^{d}{C_{h}export}*{\frac {1}{(1+a)^{h+d}}}}{\sum \limits _{h=1}^{d}{V_{h}incasat}*{\frac {1}{(1+a)^{h+d}}}}}}

unde:

- {\displaystyle C_{h}} reprezintă costuri anuale
- {\displaystyle V_{h}} reprezintă venituri anuale